# Aragua
Lo Stato di Aragua è uno Stato del Venezuela. Situato nella parte settentrionale del paese, confina a nord con il Mar dei Caraibi, a est con il Distrito Capital e con lo Stato di Miranda, mentre la parte meridionale si incunea nello Stato di Guárico. Ad occidente confina con lo Stato Carabobo.
Il nome deriva da un vocabolo indigeno della popolazione Cumanagoto (Caribe), con il quale si indicava il Chaguaramo, una palma ornamentale tipica del Venezuela.
Il territorio è attraversato dalla Cordigliera della Costa, nella parte centrale si trova la valle del fiume Aragua e la parte orientale del lago di Valencia. A nord vi è una fascia costiera e a sud vi sono ampie pianure.
I fiumi principali sono: l'Aragua, il Guárico, il Limón e il Pao.
Il territorio ha un clima tropicale, con temperature medie annue piuttosto elevate (fra i 24 °C e i 27 °C) nella valle di Aragua e nella zona meridionale llanera e, più temperate, nella Cordillera de la Costa, territorio montagnoso a ridosso del litorale caraibico. In quest'ultima zona l'altitudine provoca un abbassamento, anche notevole, dei valori precedentemente indicati: la Colonia Tovar, a oltre 1.600 metri sul livello del mare ha infatti una temperatura media annua che oscilla fra i 15 °C e i 16 °C. Le precipitazioni sono estremamente variabili. Nella parte centro-meridionale dello Stato esse si collocano fra gli 800 e i 1.000 mm, ma, nel settentrione, generalmente montuoso (Parco Henri Pittier, Colonia Tovar ecc.), presentano valori sensibilmente superiori (con punte anche di 2.000 mm ed oltre).
Capitale dello Stato è Maracay, laboriosa e fiorente città, quarta in Venezuela (se si prende in considerazione l'estesa e popolosa area metropolitana) per numero di abitanti e per importanza economica. Immersa nella folta vegetazione tropicale, Maracay possiede importanti istituzioni universitarie e culturali, musei, un teatro dell'opera e uno di prosa, moderne strutture sportive e ottimi ristoranti. Fra gli altri centri principali dello Stato si segnalano La Victoria, Cagua, Turmero e Villa de Cura.
Particolare sviluppo ha avuto negli ultimi decenni l'industria, divenuta la maggior fonte di reddito per gli abitanti dello Stato e ubicata in massima parte nell'area metropolitana di Maracay (imprese tessili, alimentari, di materiali da costruzione, meccaniche ecc.).
L'agricoltura ha perso, da almeno un quarantennio, molta della sua antica importanza e oggi non restano in attività che poche piantagioni di caffè, mais e canna da zucchero. Nel sud llanero sono presenti ancora alcuni allevamenti di bovini e suini.
La bellezza incontaminata di alcun paraggi (fra cui il celebre parco Henri Pittier), oltre alla presenza di alcune spiagge particolarmente apprezzate, hanno permesso anche, negli ultimi decenni, un notevole sviluppo del turismo.
La regione ha anche visto nascere al suo interno, agli inizi degli anni 2000, la più cruenta gang criminale del Venezuela e una delle più diffuse nell'America Latina, il Tren de Aragua.

## Comuni e capoluoghi
1. Bolívar (San Mateo)
2. Camatagua (Camatagua)
3. Francisco Linares Alcántara (Santa Rita)
4. Girardot (Maracay)
5. José Ángel Lamas (Santa Cruz)
6. José Félix Ribas (La Victoria)
7. José Rafael Revenga (El Consejo)
8. Libertador (Palo Negro)
9. Mario Briceño Iragorry (El Limon)
10. Ocumare de la Costa de Oro (Ocumare de la Costa)
11. San Casimiro (San Casimiro)
12. San Sebastián (San Sebastián)
13. Santiago Mariño (Turmero)
14. Santos Michelena (Las Tejerías)
15. Sucre (Cagua)
16. Tovar (La Colonia Tovar)
17. Urdaneta (Barbacoas)
18. Zamora (Villa de Cura)